# Лижні перегони на зимових Олімпійських іграх 2018 — командний спринт (жінки)
Змагання з лижних перегонів в командному спринті серед жінок на зимових Олімпійських іграх 2018 пройшли 21 лютого в Центрі лижних перегонів і біатлону «Альпензія» (Пхьончхан, Південна Корея).

## Результати
Q — кваліфікувались у наступний раунд
LL — щасливий лузер
PF — фотофініш

### Півфінали
| Місце | Заїзд | Номер | Країна                       | Спортсменки                          | Час      | Нотатки |
| ----- | ----- | ----- | ---------------------------- | ------------------------------------ | -------- | ------- |
| 1     | 1     | 1     | Норвегія                     | Маріт Бйорген Майкен Касперсен Фалла | 16:33.28 | Q       |
| 2     | 1     | 3     | Швейцарія                    | Надіне Фендріх Лаурін ван дер Граафф | 16:39.83 | Q       |
| 3     | 1     | 5     | Словенія                     | Аленка Чебашек Анамарія Лампич       | 16:39.92 | LL      |
| 4     | 1     | 2     | Німеччина                    | Ніколь Фессель Зандра Рінгвальд      | 16:51.67 | LL      |
| 5     | 1     | 6     | Чехія                        | Катержина Бероушкова Петра Новакова  | 16:53.06 |         |
| 6     | 1     | 9     | Австралія                    | Джессіка Їтон Барбара Єзершек        | 17:20.38 |         |
| 7     | 1     | 4     | Австрія                      | Ліза Унтервегер Тереза Штадлобер     | 17:25.98 |         |
| 8     | 1     | 8     | Білорусь                     | Юлія Тихонова Поліна Сероносова      | 17:33.63 |         |
| 9     | 1     | 11    | Словаччина                   | Алена Прохазкова Барбора Клементова  | 17:52.14 |         |
| 10    | 1     | 7     | Казахстан                    | Анна Шевченко Валерія Тюленєва       | 17:57.04 |         |
| 11    | 1     | 10    | Південна Корея               | Лі Чхе Вон Чу Хе Рі                  | 19:19.17 |         |
| 1     | 2     | 14    | США                          | Кіккан Рендолл Джессіка Діггінс      | 16:22.56 | Q       |
| 2     | 2     | 12    | Швеція                       | Шарлотта Калла Стіна Нільссон        | 16:23.28 | Q       |
| 3     | 2     | 15    | Спортсмени-олімпійці з Росії | Наталія Непряєва Юлія Бєлорукова     | 16:24.63 | LL      |
| 4     | 2     | 13    | Фінляндія                    | Марі Лаукканен Кріста Пярмякоскі     | 16:31.54 | LL      |
| 5     | 2     | 18    | Польща                       | Юстина Ковальчик Сільвія Яськовець   | 16:35.19 | LL      |
| 6     | 2     | 17    | Франція                      | Орор Жан Коралін Томас-Юг            | 16:40.40 | LL      |
| 7     | 2     | 21    | Канада                       | Емілі Нісікава Дарія Бітті           | 17:01.54 |         |
| 8     | 2     | 16    | Італія                       | Еліза Брокар Гайя Вюріх              | 17:13.04 |         |
| 9     | 2     | 20    | Китай                        | Чі Чуньсюе Лі Сінь                   | 17:35.94 |         |
| 10    | 2     | 19    | Україна                      | Тетяна Антипенко Марина Анцибор      | 17:44.04 |         |

### Фінал
Фінал розпочався о 19:00.
| Місце | Номер | Країна                       | Спортсменки                          | Час      | Відставання |
| ----- | ----- | ---------------------------- | ------------------------------------ | -------- | ----------- |
| 1     | 14    | США                          | Кіккан Рендолл Джессіка Діггінс      | 15:56.47 | —           |
| 2     | 12    | Швеція                       | Шарлотта Калла Стіна Нільссон        | 15:56.66 | +0.19       |
| 3     | 1     | Норвегія                     | Маріт Бйорген Майкен Касперсен Фалла | 15:59.44 | +2.97       |
| 4     | 3     | Швейцарія                    | Надіне Фендріх Лаурін ван дер Граафф | 16:17.79 | +21.32      |
| 5     | 13    | Фінляндія                    | Марі Лаукканен Кріста Пярмякоскі     | 16:19.18 | +22.71      |
| 6     | 5     | Словенія                     | Аленка Чебашек Анамарія Лампич       | 16:28.24 | +31.77      |
| 7     | 18    | Польща                       | Юстина Ковальчик Сільвія Яськовець   | 16:32.48 | +36.01      |
| 8     | 17    | Франція                      | Орор Жан Коралін Томас-Юг            | 16:32.49 | +36.02      |
| 9     | 15    | Спортсмени-олімпійці з Росії | Наталія Непряєва Юлія Бєлорукова     | 16:41.76 | +45.29      |
| 10    | 2     | Німеччина                    | Ніколь Фессель Зандра Рінгвальд      | 17:06.57 | +1:10.10    |